# Neotoma floridana
Neotoma floridana és una espècie de mamífer rosegador de la família dels cricètids. És endèmica dels Estats Units (Alabama, Arkansas, Carolina del Nord, Carolina del Sud Colorado, Florida, Geòrgia, Illinois, Kansas, Louisiana, Mississipi, Missouri, Nebraska, Oklahoma i Texas). Els seus hàbitats naturals són els boscos, els esvorancs i els aiguamolls. És una espècie en risc mínim, és a dir, no sembla que hi hagi cap amenaça significativa per a la seva supervivència. El seu nom específic, floridana, significa ‘de Florida’ en llatí.